# المرض الهولندي

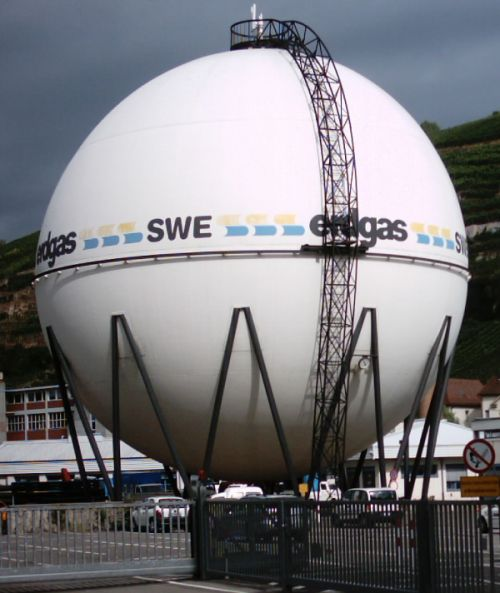

المرض الهولندي (بالإنجليزية: Dutch Disease)‏، ويعرف في علم الاقتصاد، بأنه العلاقة الظاهرة بين ازدهار التنمية الاقتصادية بسبب وفرة الموارد الطبيعية وانخفاض قطاع الصناعات التحويلية (أو الزراعية). إن الآلية بهذا الداء تكمن في أن ارتفاع عائدات الموارد الطبيعية (أو تدفقات المساعدات الخارجية) ستجعل عملة الدولة المعنية أقوى بالمقارنة مع الدول الأخرى، مما يؤدي إلى ارتفاع تكلفة صادراتها بالنسبة للبلدان الأخرى، بينما تصبح وارداتها أرخص، مما يجعل قطاع الصناعات التحويلية في الدولة أقل قدرة على المنافسة. ورغم أن المصطلح يرتبط غالبا باكتشاف الموارد الطبيعية، فإنه يمكن ربطه (بأي تطور ينتج عنه تدفق كبير من العملات الأجنبية، بما في ذلك زيادة حادة في أسعار الموارد الطبيعية والمساعدات الأجنبية، والاستثمار الأجنبي المباشر).
إن تعبير المرض الهولندي هو مصطلح دخل قاموس المصطلحات الاقتصادية على الصعيد العالمي منذ أكثر من 30 عاما، وأول من نشر المصطلح كان مجلة الإيكونومست البريطانية في أحد أعدادها الصادرة عام 1977، عندما تطرقت لموضوع تراجع قطاع التصنيع في هولندا بعد اكتشاف حقل كبير للغاز الطبيعي سنة 1959.

## أصل التسمية
اسم لـ حالة من الكسل والتراخي الوظيفي أصابت الشعب الهولندي في النصف الأول من القرن الماضي 1900 - 1950، بعد اكتشاف النفط في بحر الشمال، حيث هجع الشعب للترف والراحة واستلطف الانفاق الاستهلاكي البذخي، فكان أن دفع ضريبة هذهِ الحالة ولكن بعد أن أفاق على حقيقة نضوب الآبار التي استنزفها باستهلاكهِ غير المنتج فذهبت تسميتها في التاريخ الاقتصادي بالمرض الهولندي.
يحاول مصطلح المرض ـ الداء الهولندي توصيف الظاهرة التي رصدها علماء الاقتصاد والسياسة بالنسبة لما حدث للهولنديين بالذات بعد اكتشاف النفط والغاز الطبيعي في المناطق التابعة لهم في بحر الشمال.
يقول البروفيسور جوزيف ستغليز وهو الاقتصادي المرموق من جامعة كولومبيا الأميركية والحاصل على جائزة نوبل: (بعد اكتشاف هذه الموارد الطبيعية السخية اكتشف الهولنديون أنهم يواجهون معدلات متزايدة من البطالة، ومن تفشي ظاهرة الإعاقة بين صفوف القوى العاملة، فالغريب أن العمال الهولنديين الذين فشلوا في البحث عن وظائف اكتشفوا أن استحقاقات العجز والإعاقة أفضل لهم ماديا من الاكتفاء باستحقاقات البطالة).
وقد زاد من تفاقم الظاهرة أن أدت حصيلة الموارد الطبيعية من الطاقة إلى ارتفاع أسعار صرف العملة الوطنية في هولندا فكان أن ارتفعت أسعار السلع التي أنتجتها هولندا مما أفضى إلى عجز هذه السلع عن المنافسة في أسواق التصدير بل جعل الواردات من الخارج أقل سعراّ ومن ثم أفضل اختيارا للمستهلك المحلي، وكانت نتيجة هذا كله اضمحلال النشاط الإنتاجي ـ الصناعي بالذات وتلك ظاهرة أخرى قد يطلق عليها وصف (اللاتصنيع).
وفي ظل هذا العزوف عن الإنتاج وهذا الاضمحلال للنشاط الصناعي تقل بالتالي فرص العمل وتشتد بداهة آفة البطالة.. ولا يتورع العمال عن المطالبة باستحقاقات العجز والإعاقة ويتم هذا كله ـ على نحو ما أوضح البروفيسور ستغليز ـ وسط ارتفاع لأسعار الصرف.
الأمر الذي جعل هذا الاقتصادي الكبير يحذر من اقتصاديات الاعتماد فقط على الموارد الطبيعية لأنه يخلق في رأيه أوطانا غنية ومواطنين فقراء. وهذا هو جوهر الإصابة بالمرض الهولندي كما وصفته «الإيكونومست» منذ ثلاثة عقود، وإن كانت البشرية، واقتصادياتها قد عرفته وكابدته عبر مراحل وظروف شتى من تاريخها ـ في العصر الحديث على الأقل.
يسوق مؤرخو الاقتصاد السياسي حالات من هذه الإصابة بآفة «المرض الهولندي» وكلها حالات تجسدت ـ كما ألمحنا ـ في ثروات سخية هبطت على هذا القطر أو ذاك من خارطة العالم بفضل اكتشافات أو مميزات وهبتها الطبيعة من موارد طبيعية ثمينة سواء في دنيا المعادن النفيسة (الذهب والألماس والنحاس واليورانيوم والبوكسيت) أو في دنيا مستلزمات الطاقة (النفط والغاز الطبيعي) أو على شكل محاصيل زراعية ذات قيمة تجارية وعائد نقدي طائل (البن والشاي والكاكا الخ..).
والمعنى الأشمل في هذا المجال ينصرف إلى مفهوم العلاقة بين التوسع في استغلال هذه الموارد الطبيعية معدنية كانت أو زراعية، وبين الانكماش في مجال الصناعات التحويلية، وهي نفس العلاقة التي تفضي إلى مزيد من العوائد المالية وقليل من فرص العمل الوطنية وربما مزيد من استيراد قوى عاملة أجنبية تتمتع بمهارات خاصة ومطلوبة في ظل انكماش تصدير المنتجات المحلية المصنّعة التي تفقد باطراد مزاياها النسبية من جهة، ولا تكاد تصمد للمنافسة السعرية في أسواق التبادل التجاري الدولي من جهة أخرى.

## معطيات تاريخية
من هنا يمكن القول إن المرض الهولندي داء مزمن فقد سبق وأن أصاب إسبانيا في القرن السابع عشر عندما هبطت عليها ثروات تجسدت في اكتشاف واستغلال مناجم الذهب والنحاس من مستعمرات أسبانيا التي كانت في طول قارة أميركا اللاتينية وفي عرضها..
ويصدق الأمر نفسه على ما يعرّفه المؤرخون بأنه سباق الذهب المحموم الذي عاشته أستراليا منذ ستينات القرن التاسع عشر، وعلى كل من المكسيك والنرويج وأذربيجان بالنسبة لاكتشافات النفط أو الغاز في أراضيها عبر عقود النصف الثاني من القرن العشرين، وفي مقدمتها بالذات كانت الأرض الواطئة ـ هولندا التي نسبوا إليها ظاهرة المرض الهولندي على وجه الخصوص.
مع ذلك يمكن القول إن الأقطار السابقة الذكر ـ الأوروبية بالذات ـ استطاعت بصورة أو بأخرى أن تشخص المرض وأن تتعامل مع عوارضه.
المشكلة الأساسية ما برحت تتمثل في أحوال الأقطار النامية ـ في أفريقيا بالذات والأمثلة التي تساق في هذا الخصوص هو نموذج نيجيريا، البلد الإفريقي الذي طالما حسدوه منذ حقبة ما بعد ـ الكولونيالية بفضل ما حبته به الطبيعة الرؤوم من حظوظ ـ سخية بكل مقياس من حيث موارد الطاقة الهيدروكربونية وخاصة في إقليم دلتا نهر النيجر.
حلت بهذا البلد الإفريقي الكبير اندفاعة السباق نحو النفط وموارده وعوائده وثرواته، وفي ثنايا هذه الاندفاعة جاءت الإصابة بكل أعراض المرض الهولندي: رعونة في جلب أو استقدام كل العوائد إلى داخل بنية الاقتصاد الذي كان عاجزا ـ بعد فترة استعمار طويلة ـ عن استيعاب تلك الثروات المجلوبة في إطار نشاط إنتاجي حداثي ومستنير.
وكان طبيعيا أن يتم هذا الاستيعاب لصالح تكوين ثروات سوبر ـ طائلة لشراذم من الأفراد الذين ضمتهم دوائر أو جماعات المصالح الفردية أو العشائرية أو الفئوية الضيقة وتم ذلك أولا على حساب خطط التنمية.. وتم ذلك ثانيا لحساب استشراء سلوكيات الفساد بين صفوف حملة المسؤوليات وراسمي السياسات وصانعي القرارات وتم ذلك أخيرا لصالح الاحتكارات العالمية للطاقة ولم يكد الشعب الإفريقي يفيد منها شيئا مذكورا.
وإذا كان من المعروف أن لكل مرض آثارا جانبية، فمن الآثار الجانبية ـ السلبية للإصابة بالمرض الهولندي ما يتعدى من مجال الاقتصاد إلى مجال الممارسة السياسية..
وفي هذا السياق أيضا تأتي الدراسة المهمة التي قدمها الأستاذان «ريكي لام» و«ليونارد ونتشيكون» من مركز النمو الاقتصادي في جامعة بييل. الدراسة تضم عددا من الورقات البحثية التي تتناول تحديدا موضوع الآثار أو الأعراض السياسية للمرض الهولندي.
وهذه الأعراض قام الأستاذان الأميركيان بتشخيصها تحت عنوان «الديكتاتورية كأسلوب لإدارة الحكم» ويذهبان في تلك البحوث إلى أن الثروات الطارئة المتأتية من موارد طبيعية سخية ومطلوبة في سوق الاقتصاد العالمي ـ معدنية كانت أو زراعية ـ تضفي على النظام والنشاط الاقتصادي ما يمكن وصفه بأنه «الطابع الريعي».
وهو طابع يدر أموالا ولكنه يسلم مع استمراره، ناهيك عن استمرائه، إلى تعطيل قوى العمل ومواهب الإبداع وأنشطة الإنتاج وكلها تشكل بداهة عناصر وإمكانات التنمية والتقدم في أي بلد من البلدان.
ويرى الباحثان المذكوران أيضا أن تلك الثروات الريعية الطائلة لا تؤدي فقط إلى إبطاء خطى النمو الاقتصادي الناتج عن العمل والإنتاج.. بل إنها تؤدي كذلك إلى توليد اتجاهات أو بالأدق بيئات أو مناخات سياسية تنمو في غمارها النزعات السلطوية وأساليب الحكم الاستبدادية حيث يتم الزواج، غير الشرعي كما قد نسميه، بين الثروة والسلطة.
وحيث تنتفخ حسابات الرؤساء والوزراء والجنرالات في مصارف أوروبا وأميركا مع تقلص حظوظ مواطنيهم من مقدرات بلادهم، مما يولد مشاعر السخط بين هؤلاء المهمشين اقتصاديا والمنبوذين اجتماعيا ومن ثم لا تجد احتكارات الثروة في تلك الأقطار مناصا من أن تلجأ إلى المزيد من إجراءات القمع الديكتاتوري للإبقاء على الأوضاع دون تحوّل أو تغيير (حالة الستاتيكو كما يقول مصطلح العلوم السياسية) وهكذا يوضع هذا البلد أو ذاك من بلدان العالم الثالث (في أفريقيا بالذات) على متن عجلة من النار كما يقول شكسبير يدور في قطرها الملتهب مواطنوه وإمكاناته وآفاق مستقبله على السواء.

## روابط خارجية
- كيف تحاشت النرويج المرض الهولندي من موقع جريدة الرياض